# Mira-Bajandar
Bhivándi (maráthi nyelven: मीरा भयंदर, Mīrā Bhayandar, angolul: Mira-Bhayandar) város Indiában, Mahárástra szövetségi államban. Mumbai központjától kb. 40 km-re északra, Thána körzetében, az ULhas folyó torkolatánál, a 8-as számú főútvonal mellett fekszik. 
Lakossága 815 ezer fő volt 2011-ben. A lakosság kb. 53%-a hindu, 30%-a muszlim, a maradék buddhista, keresztény, dzsaina. 
A várostól délkeletre fekszik a Szandzsaj Gándhi Nemzeti Park.

## Főiskolái
- Rahul B.Ed, D.Ed és M.Ed College
- Shri LP Raval College
- Royal College of Arts,

## Fordítás
Ez a szócikk részben vagy egészben  a   Mira-Bhayandar című angol Wikipédia-szócikk fordításán alapul.  Az eredeti cikk szerkesztőit annak laptörténete sorolja fel. Ez a jelzés csupán a megfogalmazás eredetét és a szerzői jogokat jelzi, nem szolgál a cikkben szereplő információk forrásmegjelöléseként.